# Appuie-main
Un appuie-main ou appui-main, appelé aussi canne à peindre ou canne de peintre, est, dans la peinture occidentale, un outil de peintre constitué d'une baguette en bois terminée par une boule recouverte de tissu ou de cuir. Posé contre le support, il sert à soutenir la main qui tient le pinceau pendant l'exécution d'un détail. 
L'appuie-main a été utilisé couramment par les artistes peintres mais aussi par les peintres en lettres et en général pour toute activité de peinture qui demande un geste sûr et une grande précision. Il peut aujourd’hui être fabriqué en aluminium ou autres matériaux.
Il est souvent représenté dans les portraits ou autoportraits de peintres.

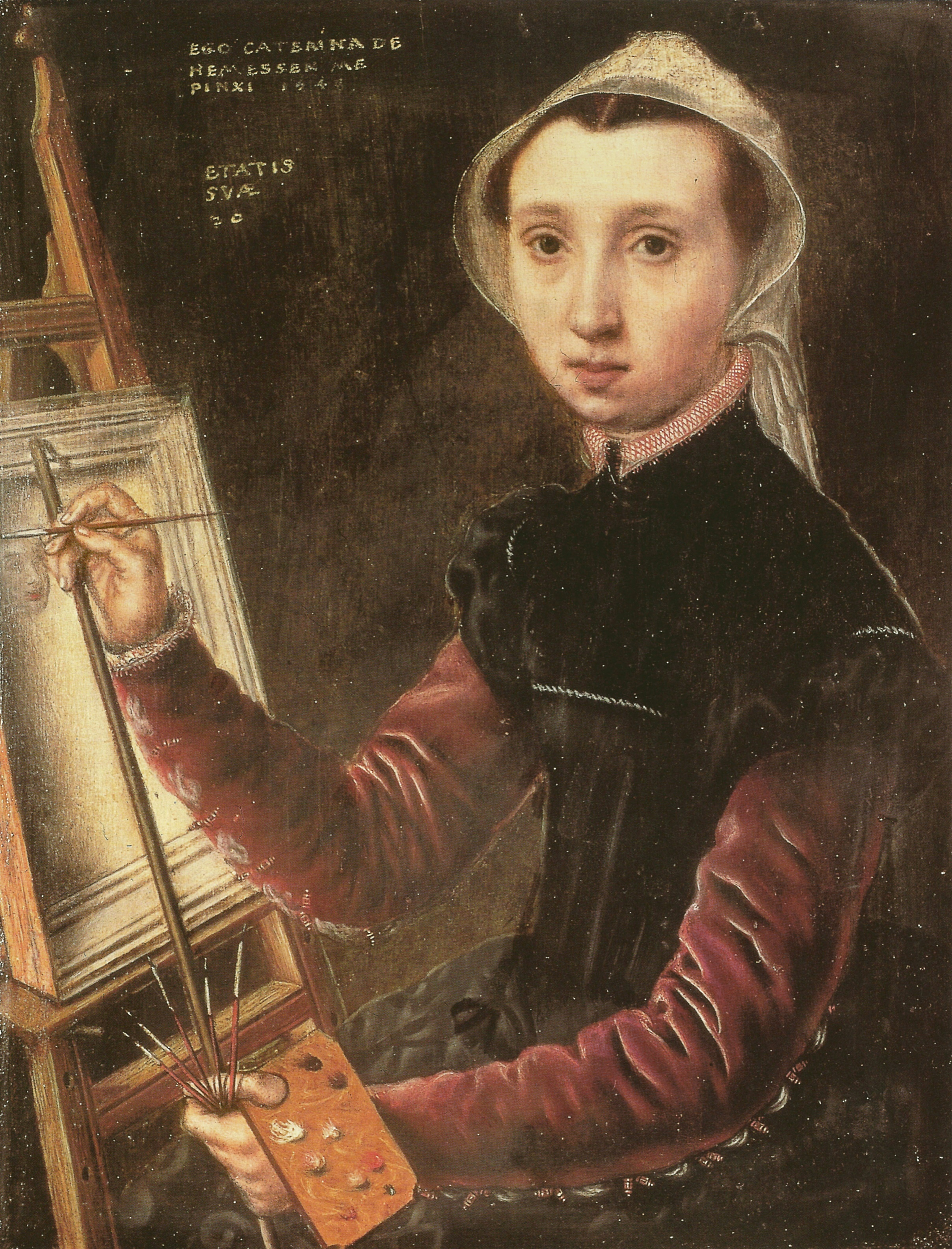
Autoportrait de Catharina van Hemessen (1548)
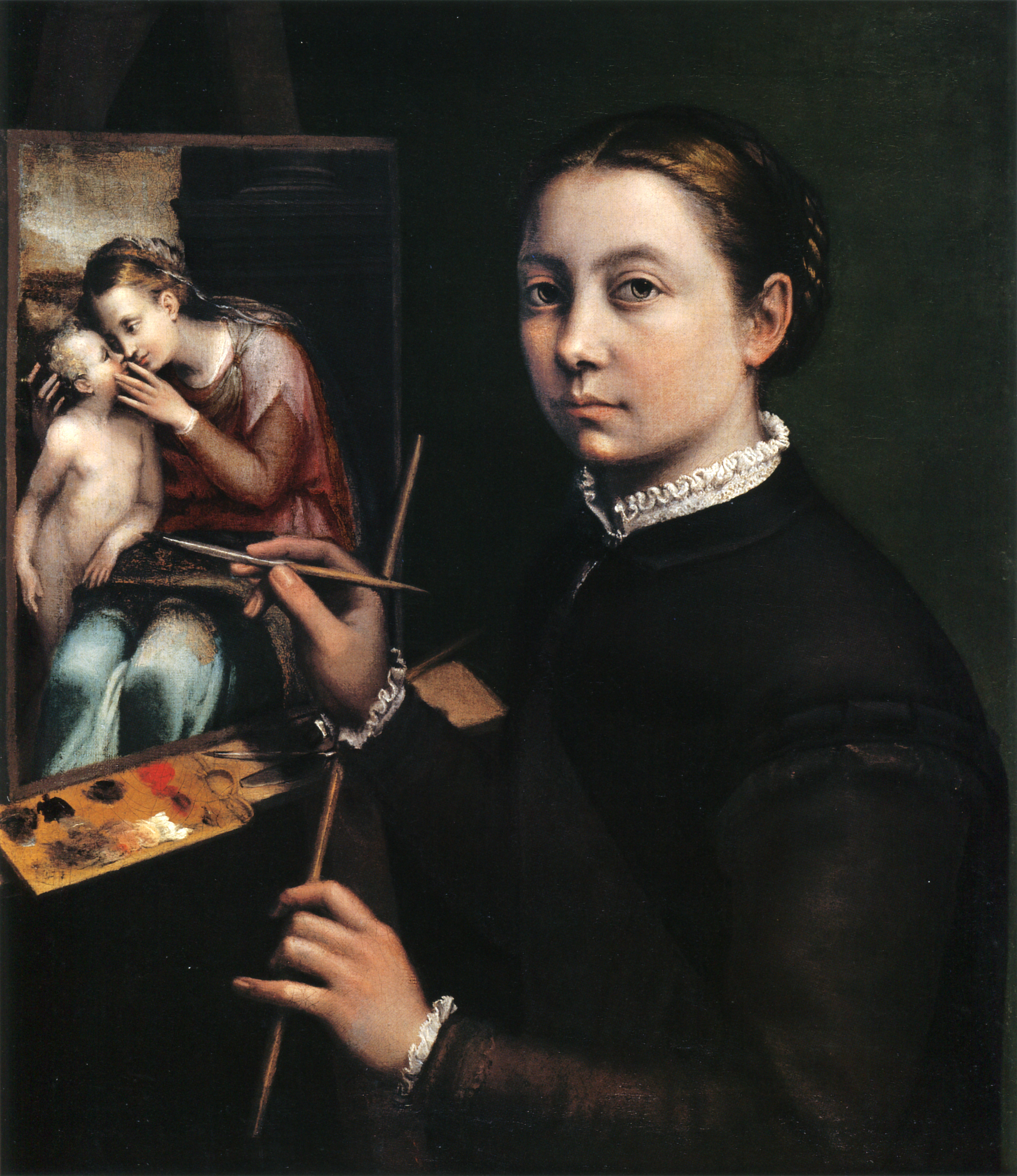
Autoportrait de Sofonisba Anguissola (1556)
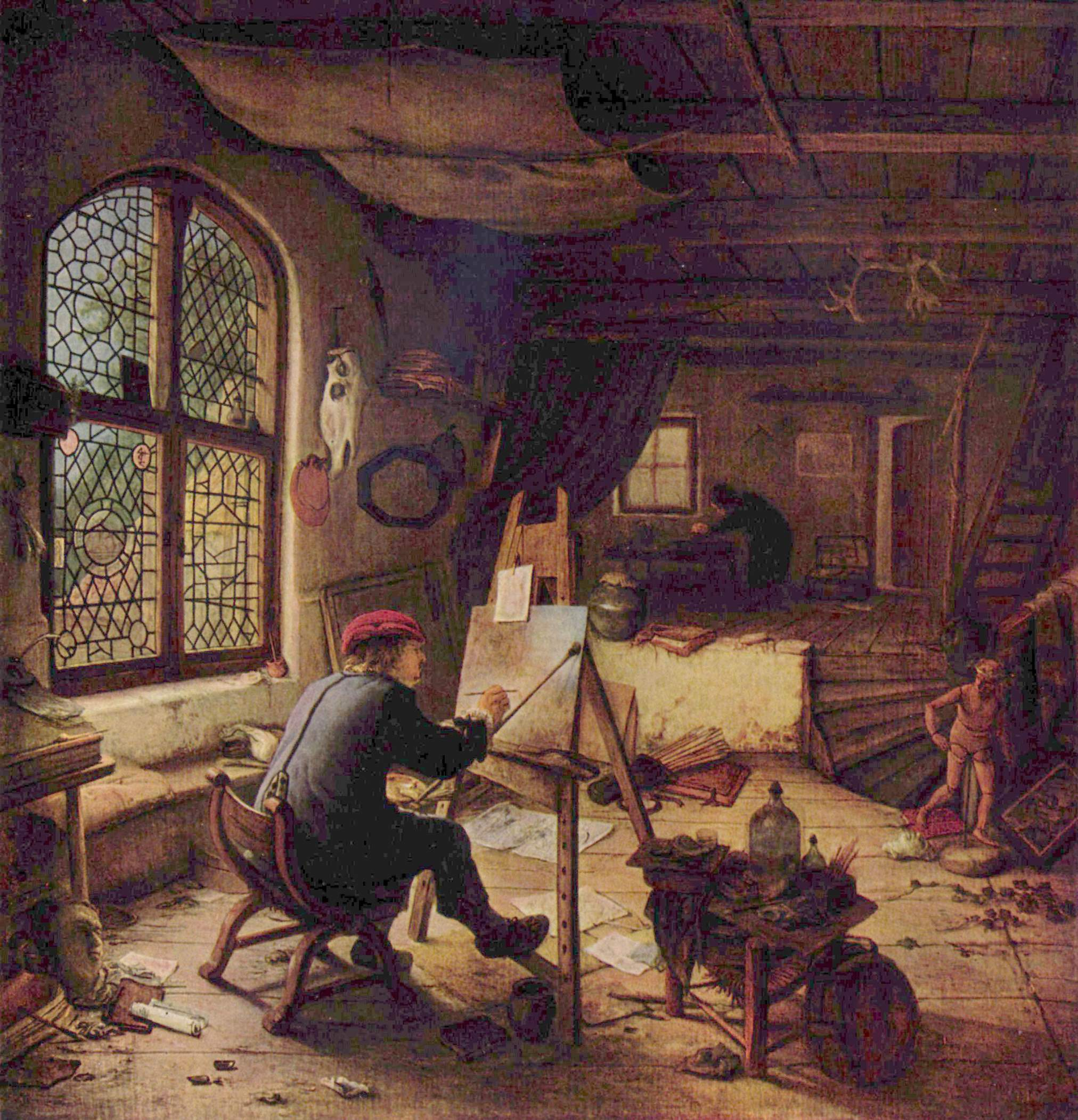
Adriaen van Ostade, L'Artiste dans son atelier (1663)
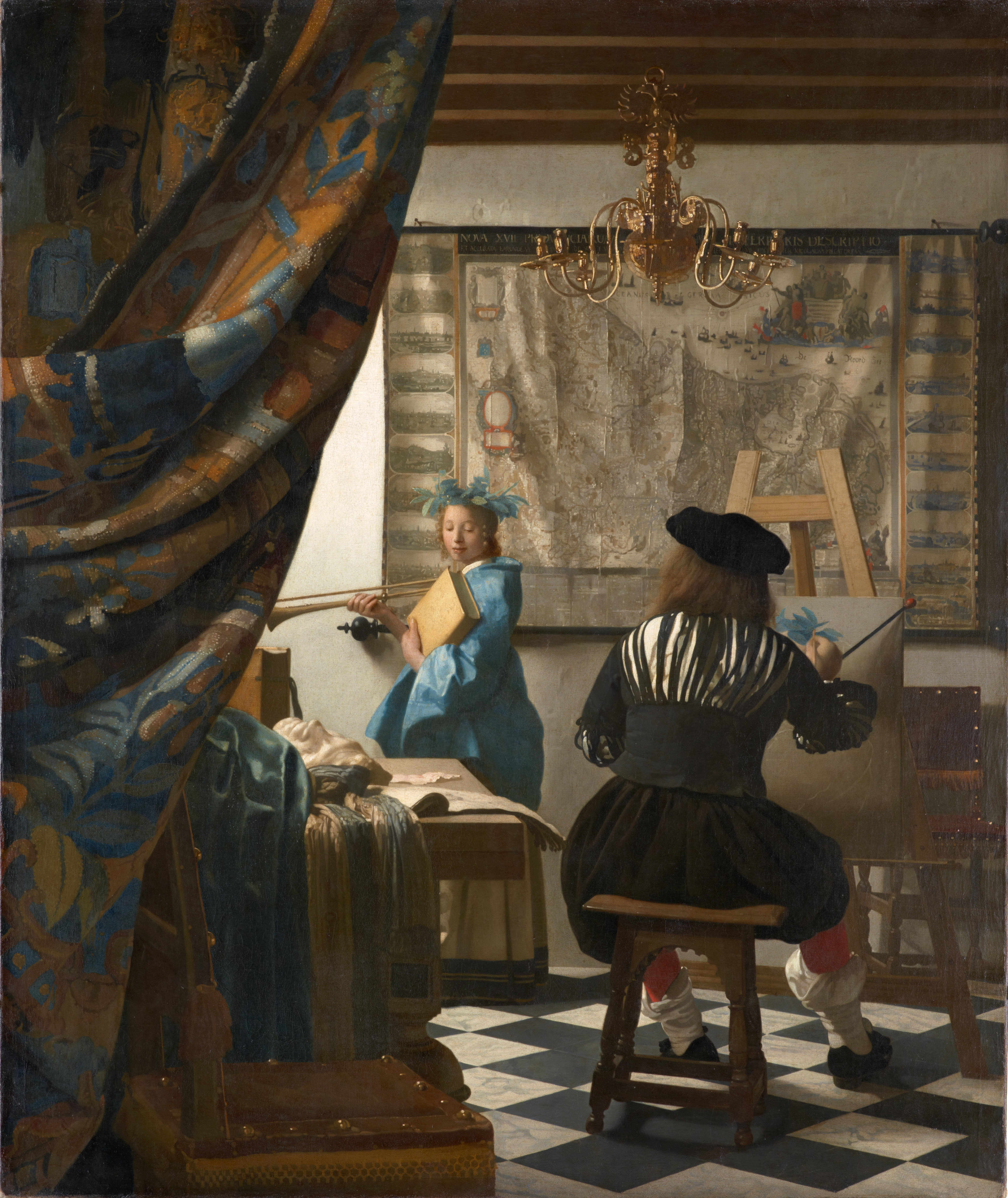
Johannes Vermeer, L'Art de la peinture (1666)
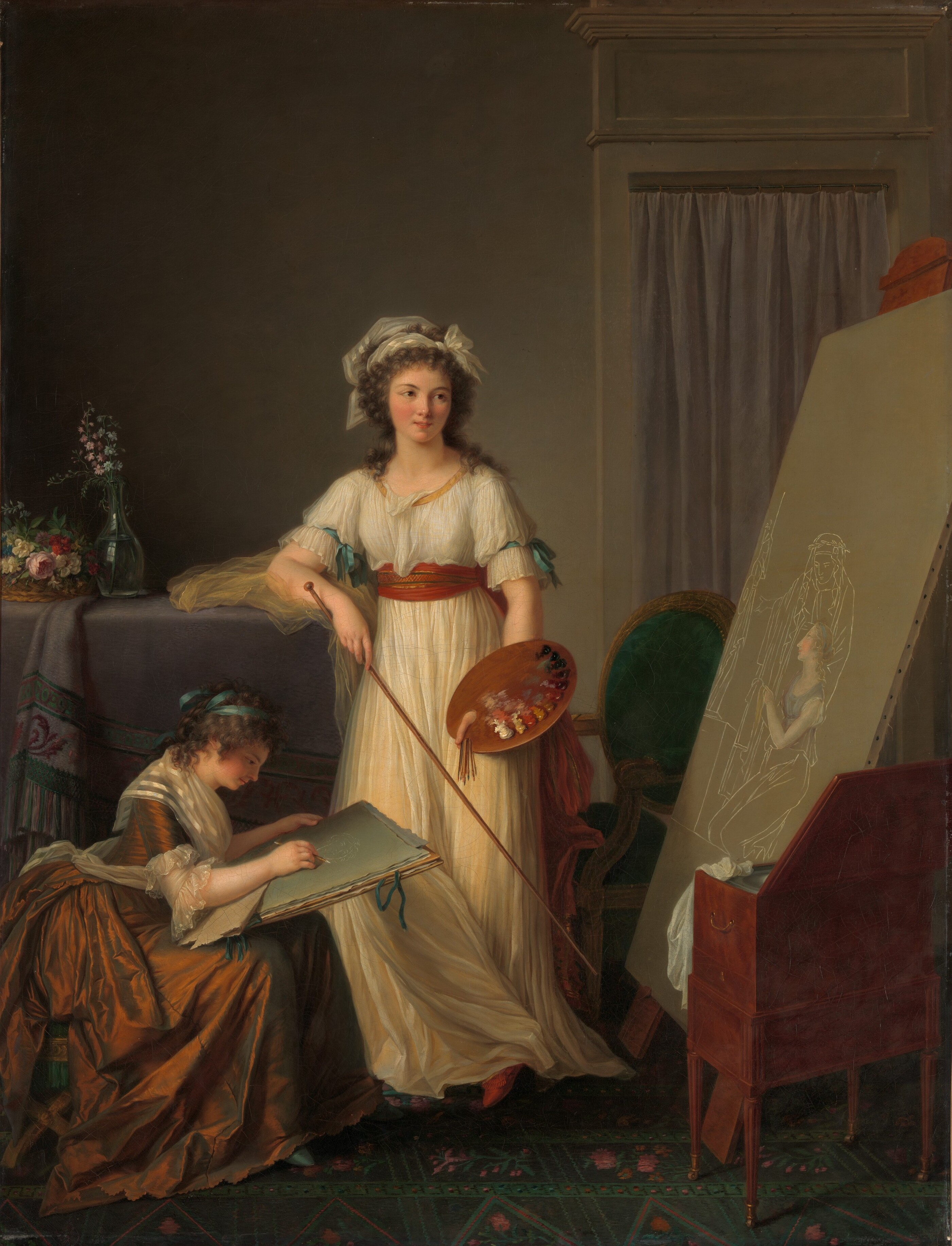
Marie-Victoire Lemoine, Intérieur d'un atelier de femme peintre, 1789
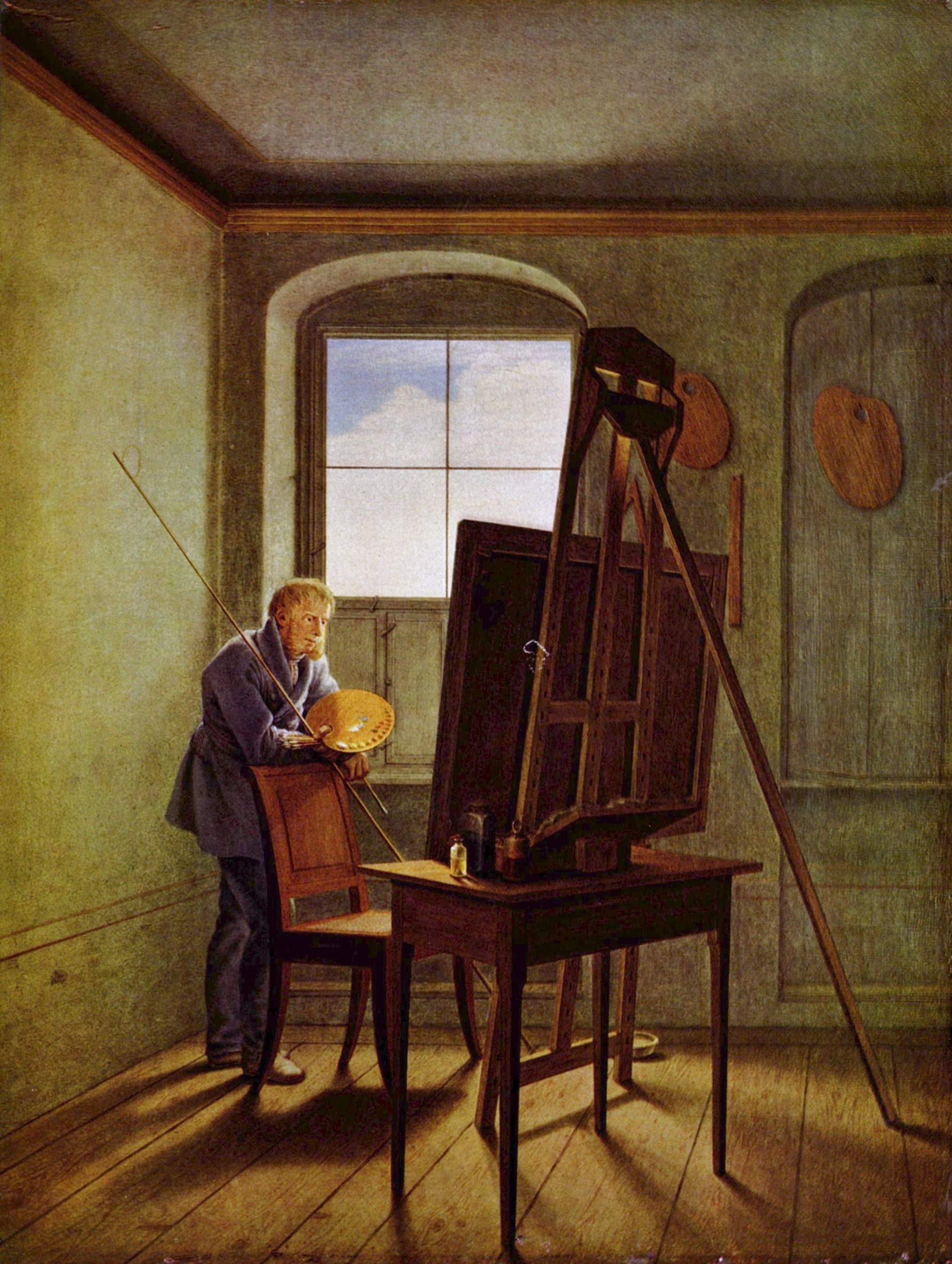
Georg Friedrich Kersting, Caspar David Friedrich dans son atelier (1819)
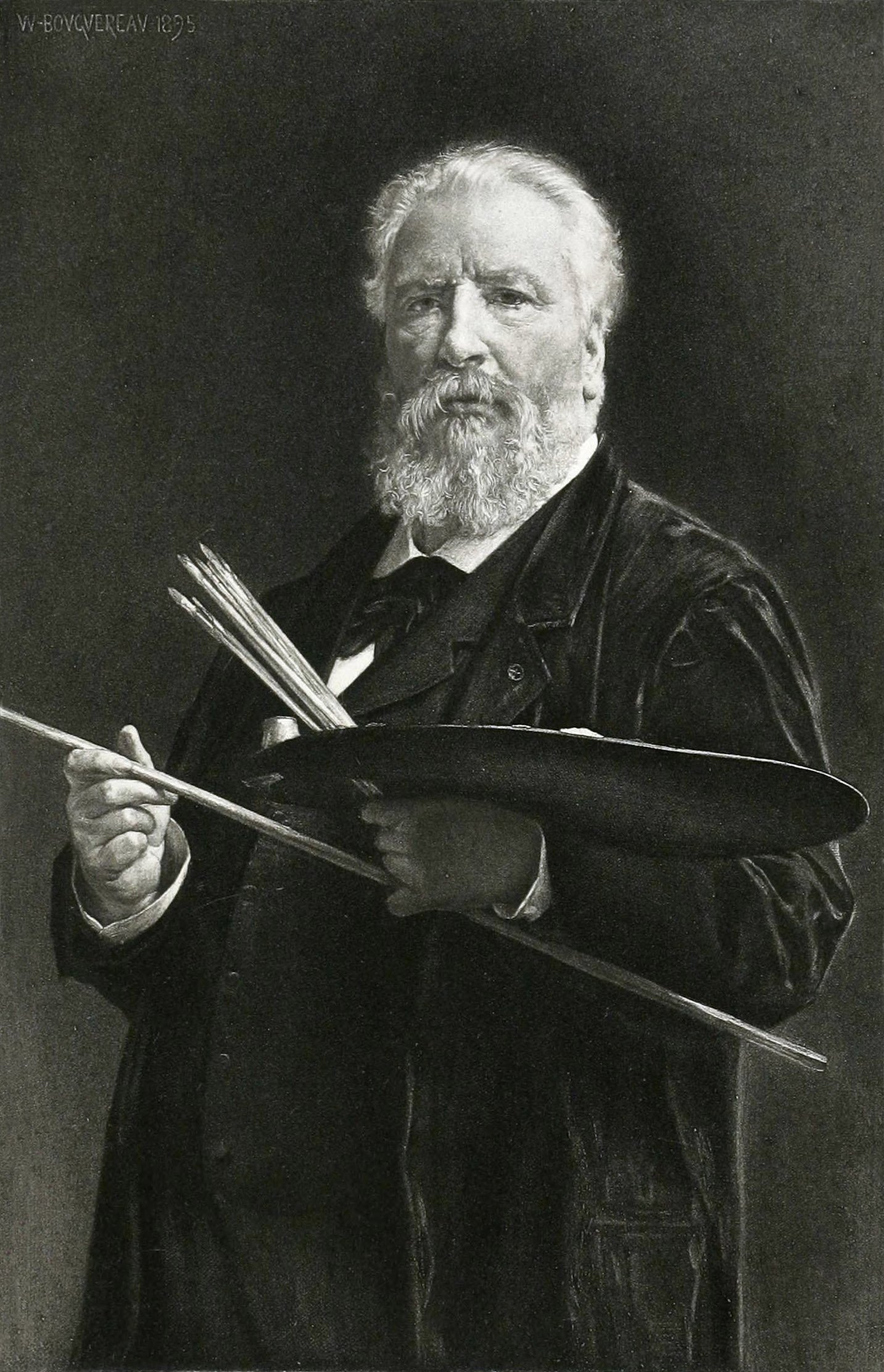
Autoprortait de William-Adolphe Bouguereau (1895)